# Théo Lacroix
Pour les articles homonymes, voir Lacroix.
Théo Lacroix, né le 2 octobre 1922, est un joueur de football international belge actif durant la seconde moitié des années 1940 jusqu'au début des années 1950. Il occupait le poste de milieu de terrain et a joué toute sa carrière au RFC Liège.

## Carrière
Théo Lacroix débute en équipe première du RFC Liège lors de la saison 1945-1946. Il occupe le milieu de terrain aux côtés entre autres de Louis Carré. Le club fait alors partie du subtop national. Ses bonnes prestations en club lui valent une sélection en équipe nationale belge à l'occasion d'un match amical contre le pays de Galles. Il quitte le club liégeois en 1951 après avoir disputé 178 rencontres officielles avec les « Sang et marine ».

## Palmarès
- International belge en 1949 (1 sélection)

## Sélections internationales
Théo Lacroix n'a disputé qu'un seul match avec les « Diables Rouges », le 23 novembre 1949 en amical contre le pays de Galles. Il ne sera plus jamais rappelé par la suite.
| Date       | Compétition  | Adversaire     | Lieu    | Score |
| ---------- | ------------ | -------------- | ------- | ----- |
| 23/11/1949 | Match amical | Pays de Galles | Cardiff | 5-1   |